# Clouseau (formație)
Clouseau este o formație de pop din Belgia. Membrii formației sunt:
- Kris Wauters
- Koen Wauters
- Frank Michiels
- Hans Francken
- Herman Cambré
- Eric Melaerts
- Tom Vanstiphout
- Vincent Pierens

## Discografie
- Hoezo? (1989)
- Of zo... (1990)
- Close Encounters (1991)
- Live '91 (1991)
- Doorgaan (1993)
- In Every Small Town (1993)
- Het Beste van (1993)
- Oker (1995)
- Adrenaline (1996)
- 87- 97 (1997)
- In Stereo (1999)
- Live (2000)
- Ballades (2001)
- En Dans (2001)
- Live in het Sportpaleis DVD (2003)
- Vanbinnen (2004)
- Clouseau in 't lang DVD (2006)
- Vonken en Vuur (2007)